# Georg Gmünder
Georg Gmünder (* 1391 in St. Gallen; † 1478 ebenda) war ein Bürgermeister von St. Gallen (Schweiz).

## Leben
Georg Gmünder war 1440 und 1454 Zunftmeister in der Pfisterzunft und belegte im Laufe seiner Lebenszeit verschiedene öffentliche Funktionen der Stadt St. Gallen, so war er unter anderem Stadtbaumeister, Meister und Pfleger des Heilig-Geist-Spitals, Fürsprech und Säckelmeister sowie von 1443 bis 1444 Stadtrichter.
In der Zeit von 1458 bis 1464, abwechselnd mit Christoph Wirth und Hektor von Watt, sowie von 1467 bis 1475, gemeinsam mit Othmar Schlaipfer und Hans Schurff, übte er im Dreijahresturnus die höchsten Stadtämter des Amtsbürgermeisters, Altbürgermeisters sowie des Reichsvogts aus; 1478 übte er nochmals das Amt des Amtsbürgermeisters aus. In den dazwischenliegenden Jahren dieser Ämter sass er im Kleinen Rat.